# Jurgen Verbrugghe
Jurgen Verbrugghe (1 april 1983) is een Belgische voormalige atleet, die gespecialiseerd was in het kogelstoten. Hij veroverde zeven Belgische titels.

## Biografie
Verbrugghe moest jarenlang in het kogelstoten optornen tegen Wim Blondeel en behaalde verschillende ereplaatsen op Belgische kampioenschappen. In 2012 behaalde hij zijn eerste Belgische indoortitel. Tussen 2013 en 2015 werd hij zowel indoor als outdoor Belgisch kampioen. Begin 2016 kon hij wegens een kwetsuur zijn titel niet verdedigen.
Verbrugghe is aangesloten bij Houtland AC.

## Belgische kampioenschappen
Outdoor
| Onderdeel   | Jaar             |
| ----------- | ---------------- |
| kogelstoten | 2013, 2014, 2015 |

Indoor
| Onderdeel   | Jaar                   |
| ----------- | ---------------------- |
| kogelstoten | 2012, 2013, 2014, 2015 |

## Persoonlijke records
Outdoor
| Onderdeel    | Prestatie | Datum        | Plaats   |
| ------------ | --------- | ------------ | -------- |
| kogelstoten  | 17,61 m   | 14 juli 2013 | Kortrijk |
| discuswerpen | 52,55 m   | 25 mei 2013  | Ninove   |

Indoor
| Onderdeel   | Prestatie | Datum            | Plaats |
| ----------- | --------- | ---------------- | ------ |
| kogelstoten | 17,78 m   | 21 februari 2015 | Gent   |

## Palmares

### kogelstoten
- 2002:  BK AC – 14,30 m
- 2003:  BK AC – 16,01 m
- 2004:  BK indoor AC – 15,97 m
- 2004:  BK AC – 16,07 m
- 2007:  BK indoor AC – 15,95 m
- 2008:  BK indoor AC – 16,33 m
- 2010:  BK indoor AC – 16,61 m
- 2010:  BK AC – 16,56 m
- 2011:  BK indoor AC – 17,33 m
- 2011:  BK AC – 17,45 m
- 2012:  BK indoor AC – 17,75 m
- 2012:  BK AC – 16,14 m
- 2013:  BK indoor AC – 16,40 m
- 2013:  BK AC – 17,42 m
- 2014:  BK indoor AC – 17,15 m
- 2014:  BK AC – 17,52 m
- 2015:  BK indoor AC – 17,78 m
- 2015:  BK AC – 17,08 m
- 2016:  BK AC – 16,31 m

### discuswerpen
- 2008:  BK AC – 49,42 m
- 2010:  BK AC – 49,89 m
- 2011:  BK AC – 50,53 m